# Caribou (album)
Caribou è il decimo album dell'artista britannico Elton John, pubblicato il 28 giugno 1974 dalla MCA Records (negli USA e in Canada) e dalla Dick James Music Records.

## Descrizione
L'album fu registrato ai Caribou Studios (donde il titolo) di James Guercio, in Colorado, subito dopo la pubblicazione del doppio Goodbye Yellow Brick Road (1973). La compagnia di Elton, abituata agli Strawberry Studios dello Château d'Hérouville, ebbe non pochi problemi tecnici per adattarsi alle strumentazioni e ai metodi di lavoro dell'ambiente. Sono presenti i Tower of Power ai fiati, mentre Dusty Springfield e The Beach Boys partecipano ai cori (soprattutto, rispettivamente, in The Bitch Is Back e in Don't Let the Sun Go Down on Me, i due unici singoli estratti dall'album).
Si tratta di un album ad alti livelli, anche se posto cronologicamente tra due pietre miliari della storia della musica (Goodbye Yellow Brick Road e Captain Fantastic and the Brown Dirt Cowboy, spesso e volentieri annoverati fra i migliori album di tutti i tempi). I pezzi degni di menzione risultano essere Ticking, capolavoro per piano e voce considerata dalla critica tra i pezzi migliori dell'intera produzione di Elton, Solar Prestige A Gammon (un pezzo davvero inusuale, dal testo nonsense) e la movimentata You're So Static.
Caribou ebbe un successo planetario: nel Regno Unito raggiunse il primo posto in classifica per due settimane, mentre negli U.S.A rimase in prima posizione per ben quattro settimane, in Australia per dieci settimane ed in Canada per due settimane (in Italia l'album raggiunse l'ottavo posto). I due singoli estratti The Bitch Is Back e Don't Let the Sun Go Down on Me diventeranno dei classici di Elton (la prima raggiungerà il quindicesimo posto nel Regno Unito e il quarto negli Stati Uniti, mentre la seconda si posizionerà rispettivamente al sedicesimo e al secondo posto).
Nel 1995 è stata pubblicata la ristampa rimasterizzata di Caribou, contenente quattro tracce bonus: la cover eltoniana di Pinball Wizard (Pete Townshend), Sick City, Cold Highway e il singolo natalizio Step Into Christmas.

## Tracce
Tutti i brani sono stati scritti da Elton John e Bernie Taupin, eccetto Pinball Wizard, composta da Pete Townshend.
1. The Bitch Is Back – 3:44
2. Pinky – 3:54
3. Grimsby – 3:47
4. Dixie Lily – 2:54
5. Solar Prestige A Gammon – 2:52
6. You're So Static – 4:52
7. I've Seen the Saucers – 4:48
8. Stinker – 5:20
9. Don't Let the Sun Go Down on Me – 5:36
10. Ticking – 7:28
11. Pinball Wizard – 5:09[6]
12. Sick City – 5:2[6]
13. Cold Highway – 3:25[6]
14. Step Into Christmas – 4:32[6]

Caribou, in origine, avrebbe dovuto intitolarsi The Bitch Is Back, ma l'uscita di un bootleg dell'intero album così intitolato bloccò il tutto. Si pensò anche di intitolarlo Ol' Pink Eyes Is Back (in riferimento all'album del 1973 Ol' Blue Eyes Is Back di Frank Sinatra).

## B-sides
| Brano          | Formato                                    |
| -------------- | ------------------------------------------ |
| "Sick City"    | Don't Let the Sun Go Down On Me 7" (US/UK) |
| "Cold Highway" | The Bitch is Back 7" (US/UK)               |

## Classifiche
Album - Billboard 
| Anno | Classifica                                | Posizione |
| ---- | ----------------------------------------- | --------- |
| 1974 | UK Album Chart                            | 1         |
| 1974 | US Billboard Pop Albums                   | 1         |
| 1974 | Australian Kent Music Report Albums Chart | 1         |
| 1974 | Canada                                    | 1         |
| 1974 | Danimarca                                 | 1         |
| 1974 | Svezia                                    | 3         |
| 1974 | Jugoslavia                                | 5         |
| 1974 | Norvegia                                  | 6         |
| 1974 | Italia                                    | 8         |

Singoli
| Anno | Singolo                           | Classifica                      | Posizione |
| ---- | --------------------------------- | ------------------------------- | --------- |
| 1974 | "Don't Let the Sun Go Down on Me" | UK Singles Chart                | 16        |
| 1974 | "Don't Let the Sun Go Down on Me" | US Billboard Adult Contemporary | 3         |
| 1974 | "Don't Let the Sun Go Down on Me" | US Billboard Pop Singles        | 2         |
| 1974 | "The Bitch Is Back"               | UK Singles Chart                | 15        |
| 1974 | "The Bitch Is Back"               | US Billboard Pop Singles        | 4         |

## Formazione
- Elton John: voce, pianoforte
- Ray Cooper: vibrafono, tamburello basco, congas, gong, rullante, nacchere
- Nigel Olsson: batteria, cori
- Dee Murray: basso, cori
- Chester Thompson: organo Hammond
- Davey Johnstone: chitarra acustica, chitarra elettrica, mandolino
- David Hentschel: sintetizzatore, ARP, mellotron
- Lenny Pickett: sassofono soprano, clarinetto
- Carl Wilson, Bruce Johnston, Toni Tennille, Billy Hinsche, Clydie King, Sherlie Matthews, Jessie Mae Smith, Dusty Springfield: cori